# Nabój 9 × 21 mm SP-10
9 × 21 mm SP-10 – rosyjski nabój pistoletowy.
Nabój SP-10 został skonstruowany w latach 90. XX wieku jako nabój do broni oddziałów specjalnych i antyterrorystycznych. Założono ze potencjalne cele będą chronione lekkimi pancerzami i znajdujące się za osłonami. Zasadniczym typem pocisku jest pocisk przeciwpancerny z rdzeniem stalowym lub wolframowym dzięki któremu możliwe jest przebicie dwóch płyt tytanowych o grubości 1,4 mm każda lub 30 warstw kevlaru z odległości 100 m, lub 4 mm płyty stalowej z odległości 60 m.
Pocisk naboju SP-10 posiada płaską trajektorię dzięki czemu możliwe jest prowadzenie skutecznego ognia na odległości większe niż z broni strzelającej typową amunicją pistoletową.
Nabój SP-10 jest stosowany do zasilania pistoletu SPS Giurza. Zaprojektowano także pistolet maszynowy Baksan zasilany tą amunicją, ale nie był on produkowany seryjnie.